# Хайнаньский заяц
Хайнаньский заяц (лат. Lepus hainanus) — вид млекопитающих отряда зайцеобразных.

## Распространение
Ареал: остров Хайнань в Китае. Обитает на высотах от уровня моря до примерно 300 м. Населяет луга.

## Поведение
Ведут одиночный образ жизни, активны ночью или в сумерках. Убежищем служат густые кустарники.

## Морфологические признаки
Максимальная длина тела 40,0 см, вес не более 1,5 кг. Голова маленькая и круглая. Уши длинные, они длиннее задних лап. Верхняя часть хвоста чёрная, нижняя — белая. Хайнаньский заяц более контрастно окрашен, чем большинство других видов: спина буровато-черная с белым, брюхо белое, шерсть на боках представляет собой смесь коричневато-желтого и коричневато-белого, конечности тёмно-коричневые.